# Ad vitam æternam
Pour les articles homonymes, voir Ad vitam.
Pour l'album de Booba, voir Ad vitam æternam (album).
Ad vitam æternam est une expression latine signifiant : « pour la vie éternelle » ; ad préposition évoquant la direction, vitam vient de vita, signifiant ici vie, et æternam provenant de aeternus signifiant éternel.
Expression en référence à la notion d'éternité, dont le sens « jusqu'à la fin des jours » est aujourd'hui utilisé comme une expression commune pour signifier quelque chose qui n'est pas près de se terminer « jusqu'à la fin des temps », « à jamais », « pour l'éternité », « pour toujours ».